# François Versluys
François Versluys (Oedelem, 24 april 1778 - Sint-Kruis, 22 november 1867) was burgemeester van de gemeente Assebroek in België, van 1836 tot 1848.

## Levensloop
Franciscus Versluys was de zoon van Petrus Versluys en Theresia Hurtecam. Op 30 september 1801 trouwde hij in Assebroek met Cecilia Madou (°Sint-Kruis, 25 december 1761), dochter van Petrus Joannes Madou en Isabella Steyaert.
Cecilia Madou was weduwe van Carolus Stevens (Assebroek, 11 september 1740 - †24 augustus 1801). Door dit huwelijk werd Versluys de stiefvader van vier kinderen, allen in Assebroek geboren: Johannes (01 augustus 1794) - Martinus, (17 maart 1796) - Amandus (15 juli 1797) en Anna Maria (01 mei 1801).
Uit het huwelijk Versluys-Madou werden twee dochters geboren : Sophia (14 januari 1803) en Isabella (19 maart 1806).
Op 16 december 1839 overleed Cecilia Madou.  Op 23 januari 1840 hertrouwde hij met Cecilia Ceulenaere, herbergierster, (°05 december 1784), dochter van Petru Ceulenaeres en Joanna Van Kerrebrouck, weduwe van Petrus Verfaillie. Deze tweede echtgenote stierf in Assebroek op 20 december 1851.

## Burgemeester
Versluys was schepen geweest onder Jacobus Roelof en werd waarnemend burgemeester na diens overlijden. Hij werd pas na bijna vier jaar tot burgemeester benoemd. De reden hiervoor was blijkbaar dat er gewacht werd op de goedkeuring van de nieuwe Gemeentewet van 1836.  Hij werd tot burgemeester benoemd net voor de verkiezingen van 14 oktober 1836, en erna in zijn functie bevestigd. Hij had als schepenen olieslager Basile Braet en landbouwer Joseph De Schepper. Jacobus Van Belleghem werd in 1836 voor het eerst gemeenteraadslid. Versluys ondertekende zijn eerste akte als burgemeester op 3 oktober 1836 en zijn laatste op 13 januari 1848. Hij werd toen opgevolgd door Joseph De Schepper. Het aantal inwoners steeg in die periode van circa 850 naar 1200.
Ca. 1850 worden de eigendommen in Assebroek geïnventariseerd.  François Versluys-Ceulenaere beschikt er over de volgende eigendommen op de wijk 'Het Dorp' :
Sectie A - nr. 79a - 3390 m² land - nr 80a - 890 m² tuin - nr 80b - 80 m² huis
Versluys was landbouwer maar beëindigde deze activiteit in 1841. Hij leefde nadien van  bescheiden inkomsten, bij zo ver dat hij dreigde omwille van het te lage niveau van zijn belastingen zelfs niet meer op de kiezerslijsten voor de gemeenteverkiezingen voor te komen en dus ook niet meer verkiesbaar te zijn. Begin januari 1848 nam hij ontslag en verhuisde naar Sint-Kruis, waar zijn oudste dochter Sophia woonde.  Hij stierf er op 22 november 1867.
In juni 1970 besliste de gemeenteraad, enkele maanden vooraleer Assebroek als zelfstandige gemeente ophield te bestaan, aan François Versluys, zoals aan de andere vroegere burgemeesters, een straatnaam toe te kennen.